# 쿠니시마 나오키
쿠니시마 나오키(일본어: 國島 直希, 1994년 8월 1일 ~ )는 일본의 배우이다.
기후현 출신.